# Ferdinand Poggel
Ferdinand Poggel (* 11. Februar 1886 in Eversberg; † 3. August 1969 in Hamm) war ein deutscher Gewerkschafter und Politiker (CDU).

## Leben und Werk
Nach dem Besuch der Volksschule absolvierte Poggel eine Lehre als Kettenschmied und arbeitete anschließend im Schmiedehandwerk. Danach nahm er als Soldat am Ersten Weltkrieg teil, aus dem er schwer verwundet heimkehrte. Er wurde 1904 Mitglied des Christlichen Metallarbeiterverbandes, war für diesen seit 1918 als Gewerkschaftssekretär tätig und kam als solcher 1919 nach Hamm. Mit dem Verbot der freien Gewerkschaften durch die Nationalsozialisten 1933 geriet Poggel in die Arbeitslosigkeit. Von 1936 bis 1945 betätigte er sich als Brotfahrer.
Poggel war bis 1933 Mitglied des Windthorstbundes und der Zentrumspartei. 1945 arbeitete er als Mitbegründer der CDU in Hamm am Wiederaufbau der Gewerkschaften mit. Im April 1946 wurde er Leiter der AOK Hamm. Von Oktober 1946 bis Oktober 1952 war Poggel Oberbürgermeister der Stadt Hamm. Poggel war vom 3. November 1951 bis zum 4. Juli 1954 Abgeordneter des Nordrhein-Westfälischen Landtages. Sein Grab befindet sich auf dem Hammer Ostenfriedhof.

## Ehrungen
- 1959 wurde er zum Ehrenbürger der Stadt Hamm ernannt.
- Ferdinand-Poggel-Straße in Hamm